# Laura Ferrara
Laura Ferrara (11 de setembro de 1983, em Nápoles) é uma política italiana, foi eleita pela primeira vez em 2014 ocupando uma cadeira como membro no Parlamento Europeu e reeleita em 2019.